# Киселівка (Добрянська селищна громада)
Киселі́вка — село в Україні, у Добрянській селищній громаді Чернігівського району Чернігівської області. Населення становить 40 осіб. До 2019 орган місцевого самоврядування — Новояриловицька сільська рада.
Відповідно до розпорядження Кабінету Міністрів України № 730-р від 12 червня 2020 року «Про визначення адміністративних центрів та затвердження територій територіальних громад Чернігівської області», увійшло до складу Добрянської селищної громади.

## Населення

### Мова
Розподіл населення за рідною мовою за даними перепису 2001 року:
| Мова       | Кількість | Відсоток |
| ---------- | --------- | -------- |
| українська | 38        | 95%      |
| російська  | 2         | 5%       |
| Усього     | 40        | 100%     |